# Allan Warren
Michael Allan Warren, född 26 oktober 1948 i Wimbledon, London, är en brittisk fotograf, författare och f.d skådespelare. Han har fotograferat många brittiska kändisar, däribland medlemmar i det brittiska kungahuset, kända musiker, författare och politiker.
Han gick på en teaterskola i anslutning till Theatre Royal, Drury Lane. Han började fotografera som 17-åring när han var med i  Alan Bennetts pjäs Forty Years On med John Gielgud på Apollo Theatre i West End. Warren fotograferade på Mickey Deans och Judy Garlands bröllop. 
I början av 1980-talet beslutade sig Warren för att fotografera de 26 icke-kungliga brittiska hertigarna och de fyra kungliga.
2001 skapade han klädmärket "Swedish Navy Clothing". Han fick inspirationen från Svenska marinen, efter att ha fotograferat några svenskar som var med i marinen till boken Strangers in the Buff.